# Vlkov, Žďár nad Sázavou
Vlkov là một làng thuộc huyện Žďár nad Sázavou, vùng Vysočina, Cộng hòa Séc.